# Hervé Yamguen

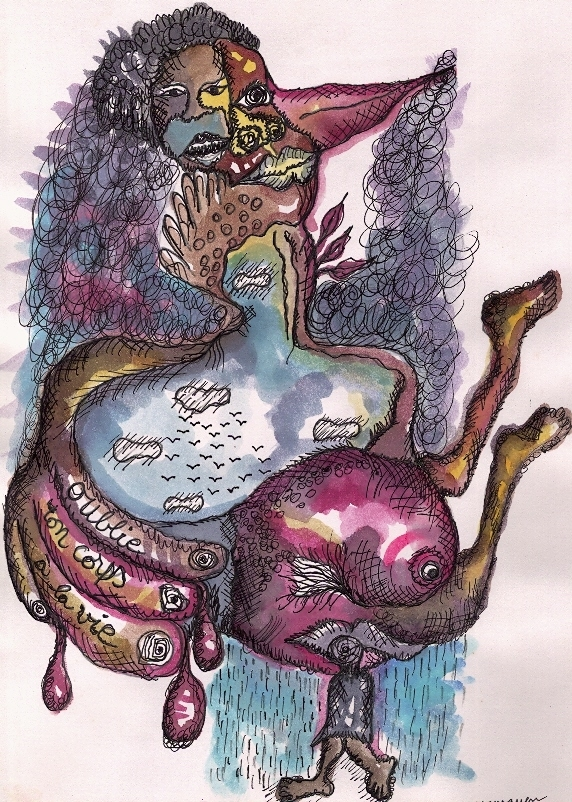
Hervé Yamguen, "Oublie ton corps à la vie" – 2007. Disegno a penna e acquarello

Hervé Yanguem (Douala, 17 giugno 1971) è un artista camerunese.

## Biografia
Ha iniziato l'attività artistica da autodidatta, lanciandosi come pittore e scultore e scoprendo successivamente anche la passione per la scrittura che gli permette di interrogarsi sulla sua vita quotidiana.
L'artista è nato e cresciuto a Douala dove vive e lavora, in uno dei quartieri più popolari della città, il rinomato New Bell. È questo ambiente che nutre il suo immaginario e che gli ha permesso di organizzare, nel corso degli anni, alcuni laboratori in collaborazione con artisti provenienti da tutto il mondo.

## Attività
Hervé Yamguen è uno dei membri del collettivo di artisti "Cercle Kapsiki". In qualità di membro del collettivo, ha preso parte a "Scenografie urbaines", (Scenografie Urbane) nel gennaio 2003, un progetto che nasce dalla collaborazione di diversi artisti camerunesi. L'idea consiste in una residenza di artisti provenienti da tutto il mondo situato nel popolare quartiere diNew Bell a Douala: il progetto ha permesso a importanti artisti di esprimersi e di scambiare con gli abitanti del distretto di Douala, la cui reputazione non era tra le migliori, nuove pratiche di convivenza.
Abbandonare gli stereotipi e reinventare la comunicazione. Questi furono gli obiettivi del workshop.
Infatti durante il workshop di New Bell, il cerchio Kapsiki (Hervé Youmbi, Hervé Yamguen, Blaise Bang, Salifou Lindou, Jules Wokam) e il collettivo Skurk (JC Lanquetin, François Duconseille), invitarono altri artisti provenienti dal Camerun, dalla Francia, dalla Repubblica Democratica del Congo e dal Libano, a condividere con la popolazione del distretto la vita del quartiere.
Ha esposto nel 2003 un lavoro presso la galleria Mam nel quadro del progetto Pièce Unique, avviato dal Centro Culturale Francese di Douala. Ha inoltre pubblicato un lungo poema Le temps de la saison verde (Il tempo della stagione verde), nel 1998.

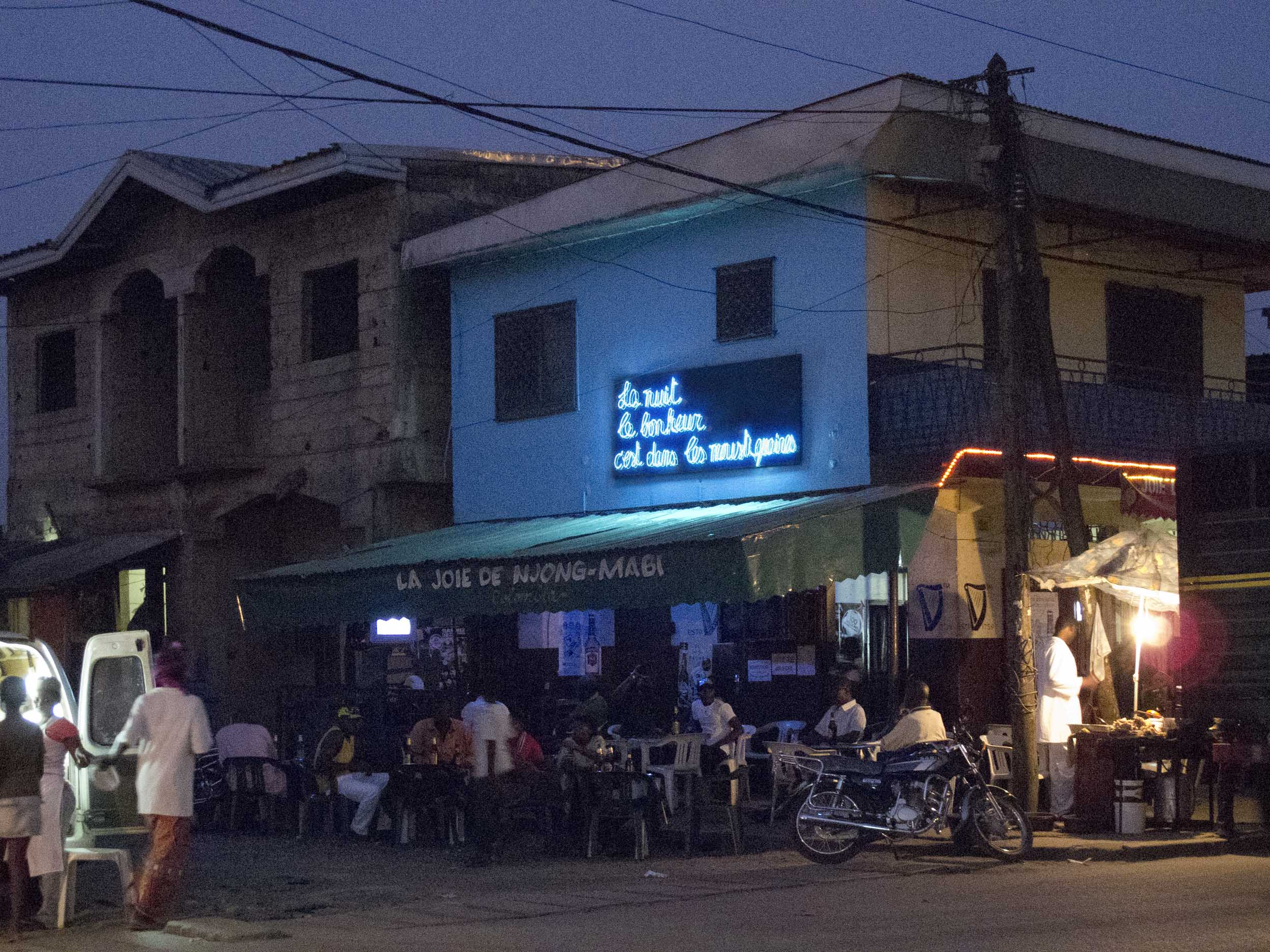
Néons d’Amour, 2007
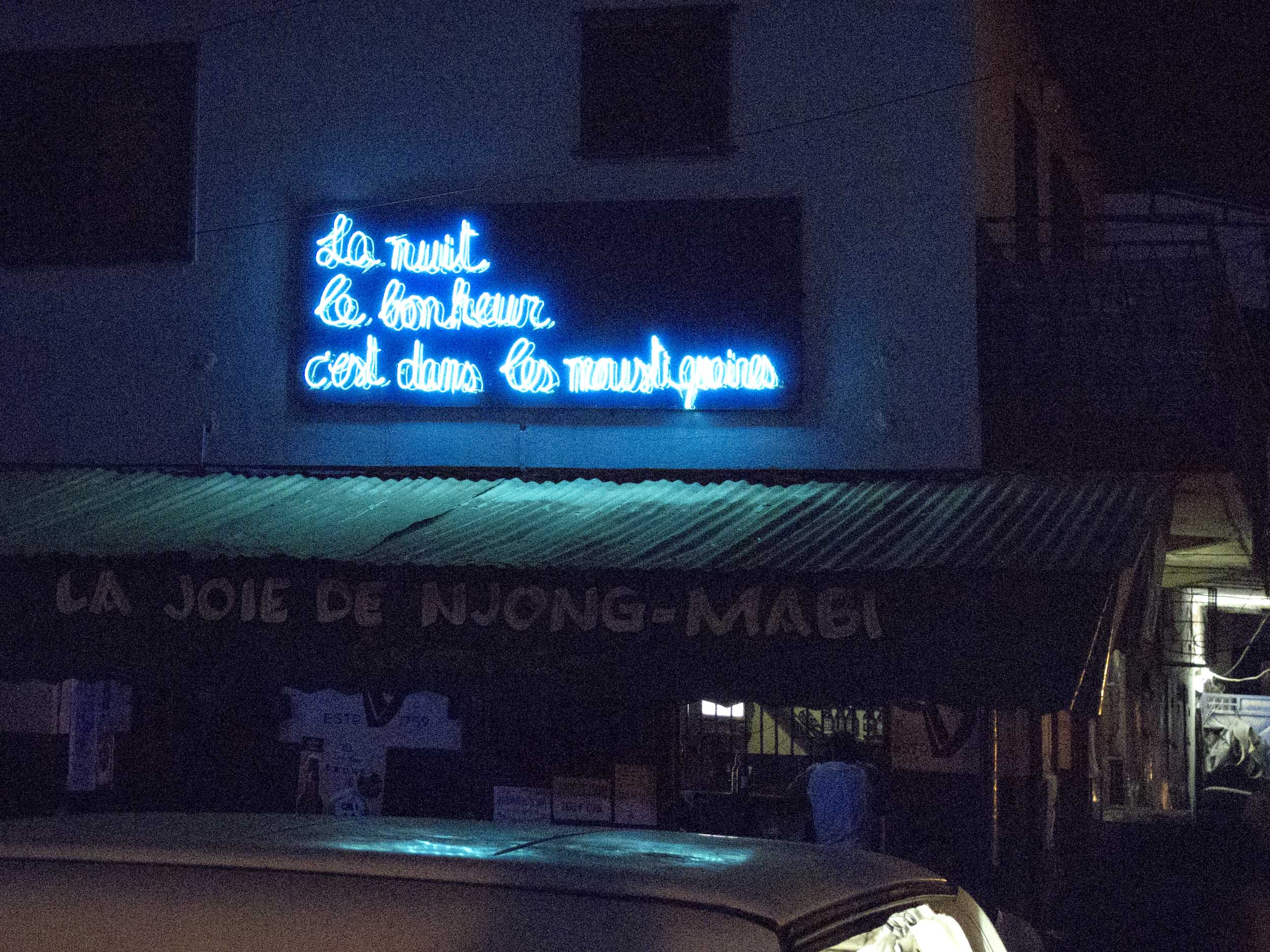
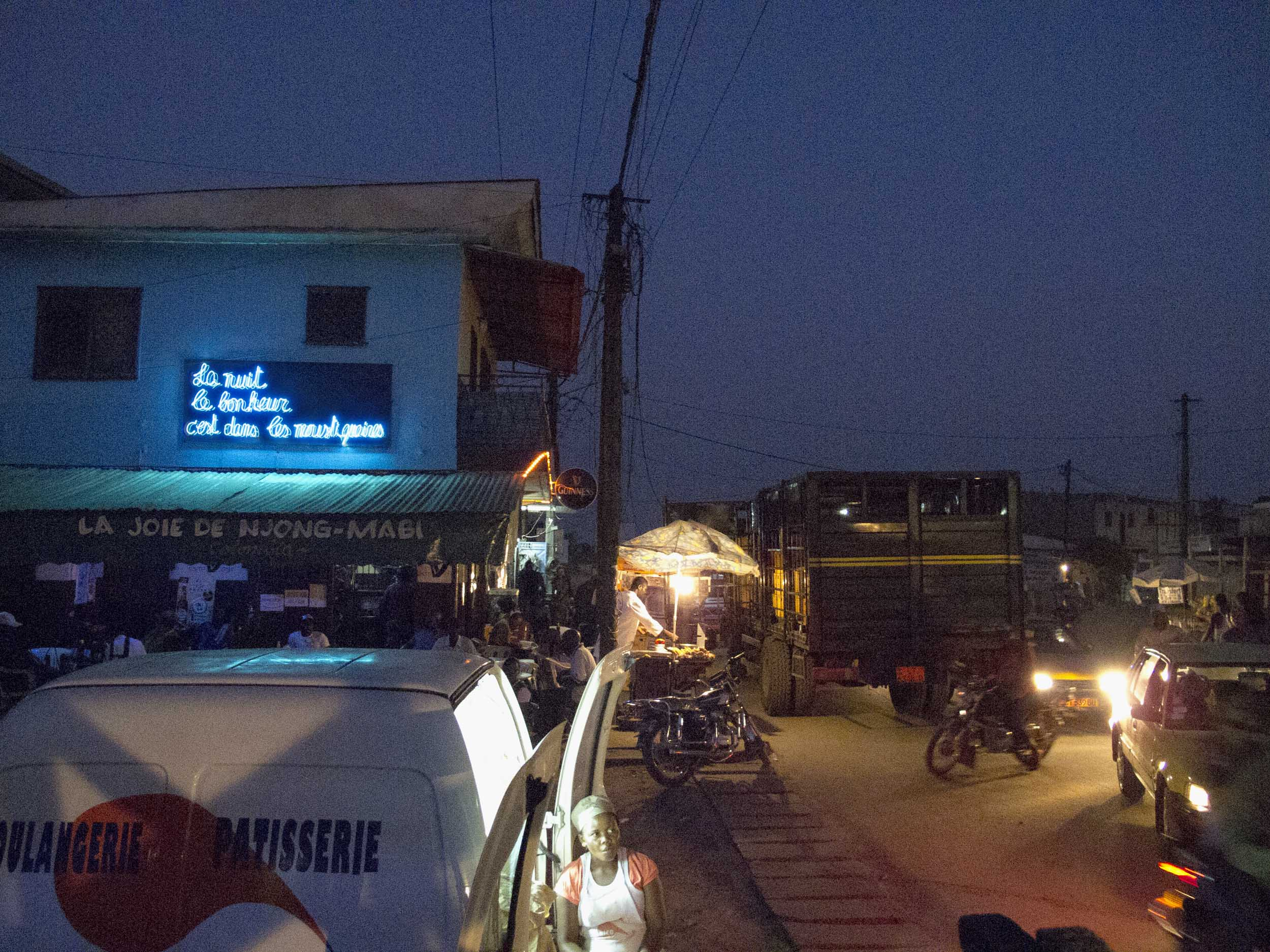
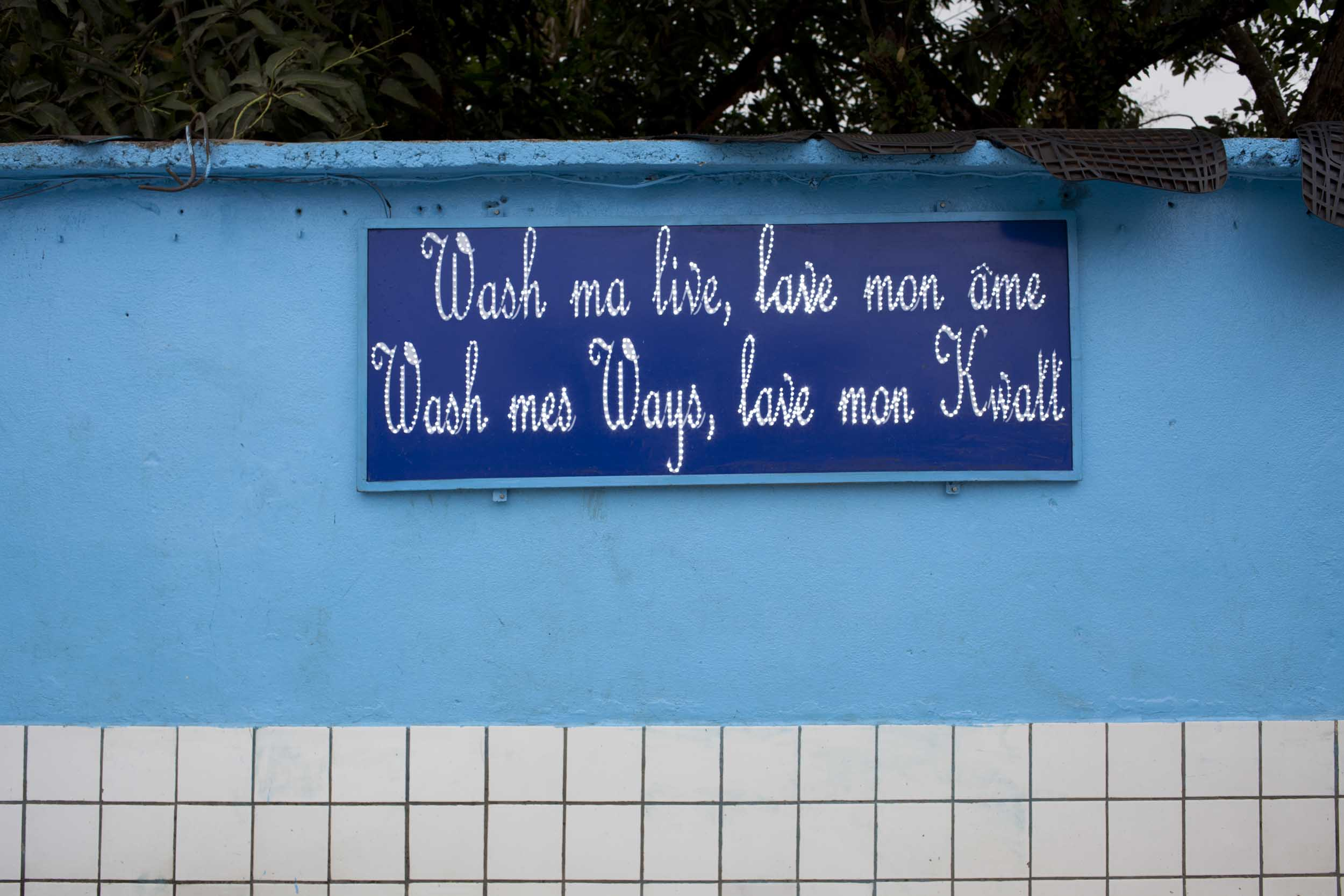
Les mots écrits de New-Bell, 2010
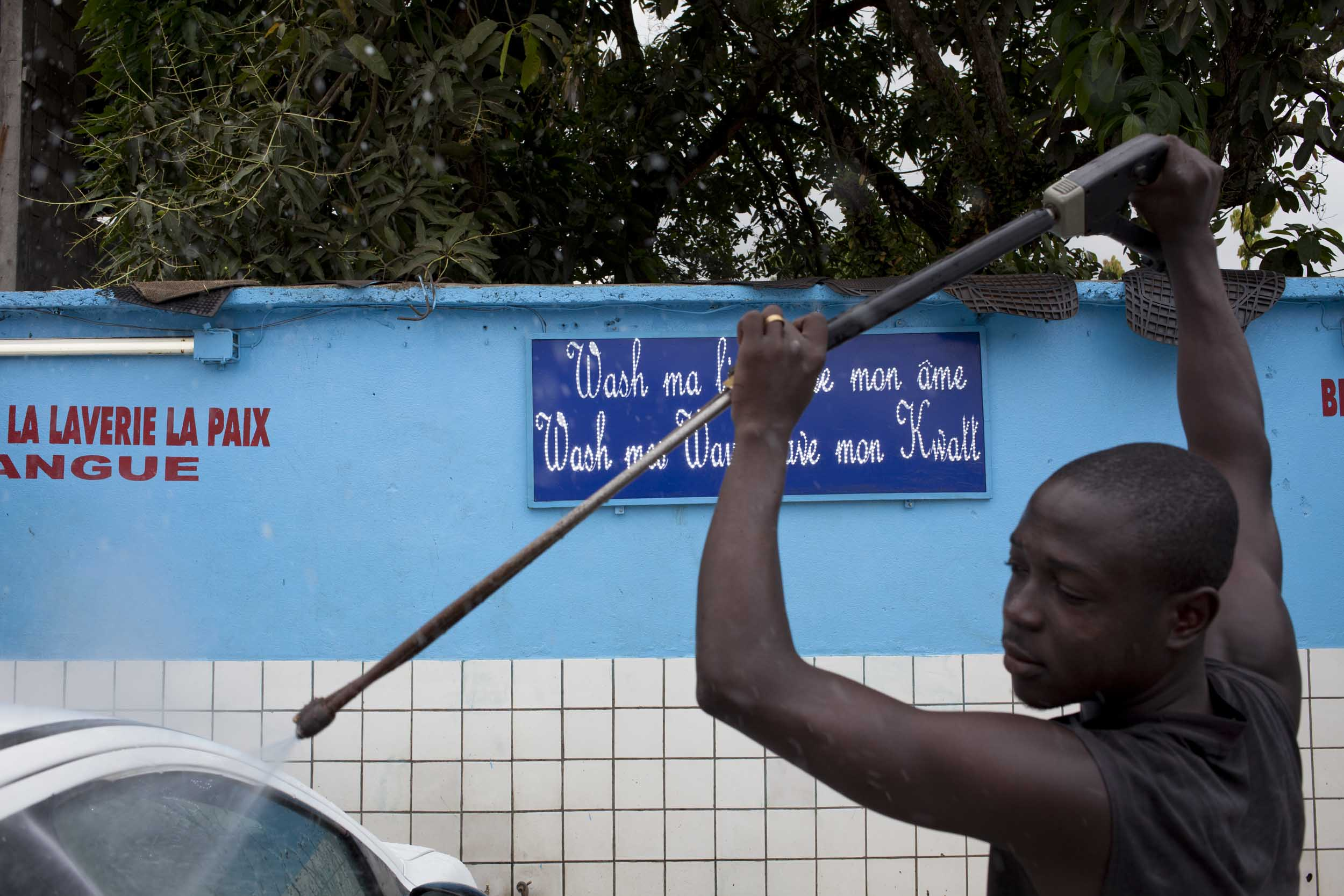
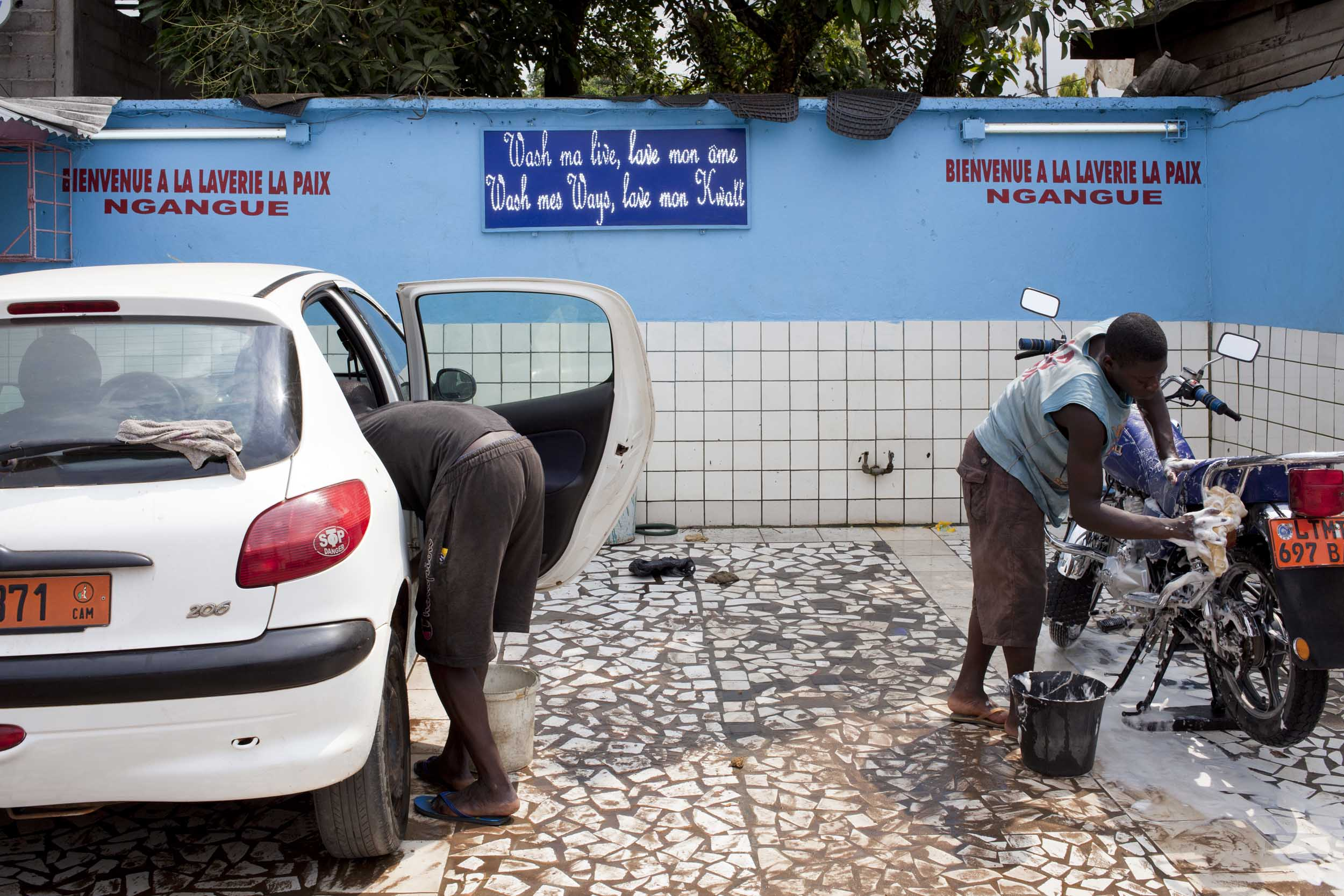